# Sabina Setlur

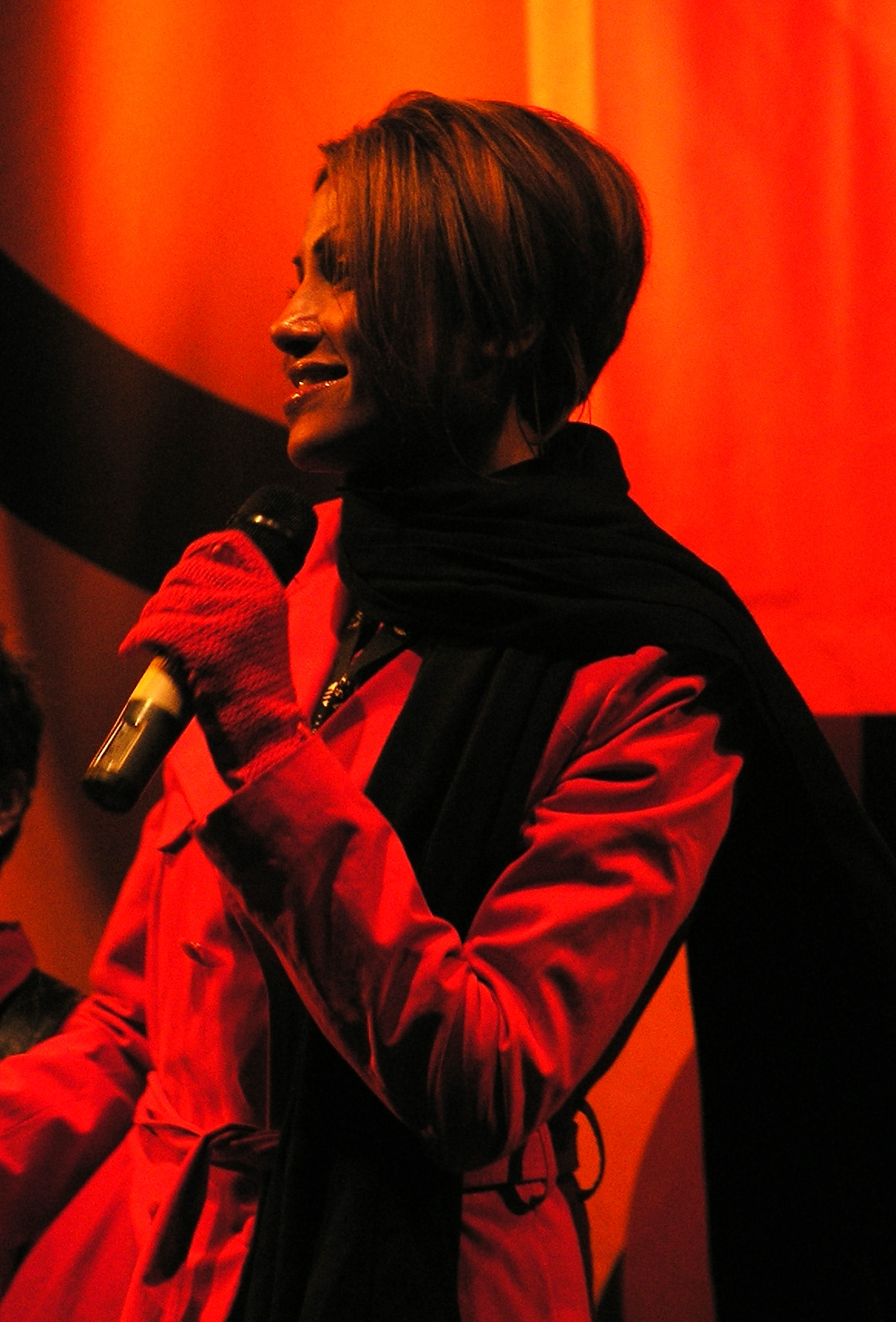
Sabina Setlur în concert, 2007

Sabina Setlur (n. 10 ianuarie 1974, Frankfurt am Main, RFG), cunoscută anterior ca „Schwester S.”, este o cântăreață de rap germană, compozitoare și ocazional actriță. A debutat în 1995, sub îndrumarea lui Pelham Moise, producător al single-ului ei „Ja Klar”. Conform mai multor surse, ea a vândut mai mult de două milioane de albume și single-uri.

## Discografie

### Albume
| An   | Titlu                                    | Poziție în top | Poziție în top | Poziție în top | Poziție în top |
| An   | Titlu                                    | GER            | AUT            | SWI            |                |
| ---- | ---------------------------------------- | -------------- | -------------- | -------------- | -------------- |
| 1995 | S Ist Soweit                             | 11             | -              | -              |                |
| 1997 | Die Neue S-Klasse                        | 10             | 19             | 19             |                |
| 1999 | Aus der Sicht Und Mit Den Worten Von ... | 3              | 29             | 26             |                |
| 2003 | Sabs                                     | 11             | 65             | 74             |                |
| 2005 | 10 Jahre (Best of 1995 to 2004)          | 61             | -              | -              |                |
| 2007 | Rot                                      | 32             | -              | 100            |                |